# Santa Cruz de Rodes

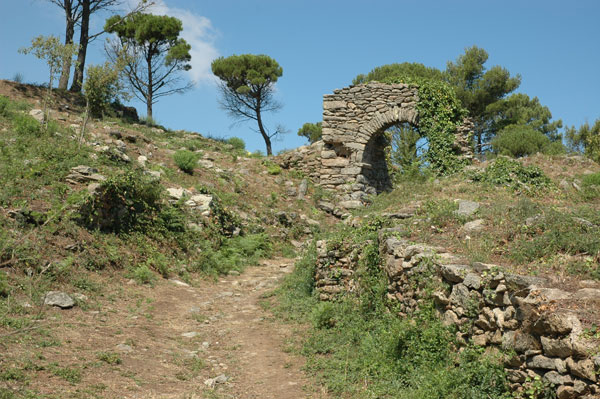
Santa Cruz de Rodes. Portal de mediodía.

El despoblado de Santa Cruz de Rodes, Santa Creu de Rodes en catalán y oficialmente, se encuentra situado cerca del monasterio de San Pedro de Roda, en el municipio del Puerto de la Selva de la comarca catalana del Alto Ampurdán, en la provincia de Gerona (Cataluña, España).

## Descripción
Se trata de un núcleo de población abandonado y en ruinas. De este lugar se tienen noticias gracias a su iglesia parroquial de Santa Helena de Rodes, de la que se tienen noticias desde el año 974.
El progresivo abandono debió comenzar debido al grave episodio de peste negra que se sufrió en 1345 y que también afectó al monasterio de Sant Pedro de Roda. Tradicionalmente se admite que ya en el siglo XIII sufrió un importante despoblamiento a raíz de la participación de una buena parte de su población en la conquista de Mallorca, se quedaron. En 1572 la iglesia de Santa Cruz de Rodes (que ya en aquella época había cambiado el nombre por el de Santa Elena) perdió la condición de parroquial, lo que indica que el lugar debía estar prácticamente deshabitado.
Además de la conocida iglesia de Santa Cruz de Rodes, que es el único edificio que se conserva en relativo buen estado, el interés del lugar radica en que estaba cerrado por un muro, del que aún se conservan algunos vestigios, sobre todo en dos portales: el de tramontana y el de mediodía. El resto de construcciones se limita a muros de piedra entre vegetación.